# James De Wolf

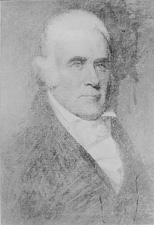
James DeWolf

James DeWolf (* 18. März 1764 in Bristol, Colony of Rhode Island; † 21. Dezember 1837 in New York City, New York) war ein US-amerikanischer Politiker. Zwischen 1821 und 1825 vertrat er den Bundesstaat Rhode Island im US-Senat.

## Werdegang
James DeWolf war der Sohn eines Sklavenhändlers. Während der Endphase des Amerikanischen Unabhängigkeitskriegs  war er Seemann auf einem privat ausgerüsteten amerikanischen Schiff. Er wurde trotz seiner Jugend zum Kapitän ernannt und geriet zwischenzeitlich in britische Kriegsgefangenschaft. Nach dem Krieg war er an zahlreichen Handelsunternehmen beteiligt. Eine seiner wichtigsten Branchen war der Sklavenhandel. Außerdem war er an Zucker- und Kaffeeplantagen auf Kuba beteiligt. Darüber hinaus stieg er in das Baumwollgeschäft ein. Bei seinem Tod war er der reichste Mann in Rhode Island und einer der reichsten Amerikaner. Im Jahr 1791 wurde er wegen Mordes an einer Sklavin angeklagt, aber nach damaligem Recht freigesprochen. Er nahm auch am Britisch-Amerikanischen Krieg von 1812 teil.
Politisch war DeWolf Mitglied der Demokratisch-Republikanischen Partei. Zwischen 1797 und 1837 war er mehrfach Abgeordneter im Repräsentantenhaus von Rhode Island, dessen Speaker er zwischen 1819 und 1821 war. In den 1820er Jahren unterstützte er William Harris Crawford, der im Jahr 1824 erfolglos für das Amt des US-Präsidenten kandidierte. Im Jahr 1820 wurde er in den US-Senat gewählt, wo er am 4. März 1821 die Nachfolge von William Hunter antrat.  Dieses Mandat bekleidete er bis zu seinem Rücktritt am 31. Oktober 1825. Er starb am 21. Dezember 1837 in New York City.
James DeWolf war der Schwiegersohn von US-Senator William Bradford (1729–1808).